# Кабановщина
Кабановщина  — деревня в Уржумском районе Кировской области в составе Уржумского сельского поселения.

## География
Находится недалеко от северной границы районного центра города Уржум.

## История
Известна с 1873 года, когда в ней учтено было дворов 15 и жителей 229, в 1905 47 и 298, в 1926 51 и 256, в 1950 34 и 120. В 1989 году оставалось 27 жителей . 

## Население
Постоянное население  составляло 17 человек (русские 94%) в 2002 году, 13 в 2010.